# 于赓哲
于赓哲（1971年6月—），陕西省咸阳市人，陕西师范大学毕业，现任陕西师范大学历史文化学院教授，博士生导师，学术专攻隋唐史、医疗社会史。

## 生平
1971年6月，于赓哲出生在陕西省咸阳市的一个知识分子家庭。1989年高中毕业后，他考入陕西师范大学。大学毕业后他留校任教。2011年，于赓哲受邀担任中国中央电视台科教频道《百家讲坛》的主讲人。

## 著作
- . 北京市: 中国社会科学出版社. 2011. ISBN 9787516101742.
- . 陕西省西安市: 陕西师范大学出版总社有限公司. 2013. ISBN 9787561366448.
- . 陕西省西安市: 陕西师范大学出版社. 2014. ISBN 9787561377031.
- . 陕西省西安市: 陕西人民教育出版社店. 2019. ISBN 9787545039467.
- . 北京市: 清华大学出版社. 2014. ISBN 9787302357056.
- . 陕西省西安市: 陕西师范大学出版社. 2015. ISBN 9787561380826.
- . 陕西省西安市: 陕西师范大学出版社. 2016. ISBN 9787561383339.
- . 陕西省西安市: 陕西师范大学出版社. 2017. ISBN 9787561388136.
- . 广西壮族自治区南宁市: 广西师范大学出版社. 2018. ISBN 9787559810731.